# Héctor Lacognata
Héctor Ricardo Lacognata Zaragoza (Asunción, 6 de septiembre de 1962-La Paz, 27 de mayo de 2023) fue un diplomático y político paraguayo que ejerció como ministro de Relaciones Exteriores de 2009 a 2011, durante la presidencia de Fernando Lugo.

## Biografía
Lacognata egresó en 1987 de la Universidad Nacional de Asunción con el título de médico; posteriormente se especializó en Pediatría, Puericultura y Terapia Intensiva Pediátrica.
Fue diputado por el Partido Patria Querida; posteriormente adhirió al Partido del Movimiento al Socialismo.
Durante el gobierno de Fernando Lugo se desempeñó como Ministro de Relaciones Exteriores del Paraguay (29 de abril de 2009 al 21 de marzo de 2011), en sustitución de Alejandro Hamed.